# Exo
EXO (korejski: 엑소) je južnokorejski boy bend osnovan 8. travnja 2012. pod produkcijskom kućom SM Entertainment.

## Članovi
Ovaj bend trenutno čini 9 članova: Suho, Xiumin, Lay, Baekhyun, Chen, Chanyeol, D.O., Kai i Sehun. Bivši članovi benda su Kris, Tao i Luhan.

## Povijest
Prethodno je bend debitirao s dvanaest članova razdvojenih u dvije podskupine: Exo-K (Suho, Baekhyun, Chanyeol, DO, Kai i Sehun) i Exo-M (Xiumin, Lay, Chen i bivši članovi Kris, Luhan, i Tao). EXO-K i EXO-M izvodili su glazbu na korejskom i na mandarinskom, sve do objavljivanja trećeg EP-a Overdose 2014.
Nakon odlaska Krisa, Luhana i Taa usred pravnih bitaka 2014. i 2015., bend je nastavio s preostalo devet članova. Od 2016. godine Chen, Baekhyun i Xiumin također su nastupali kao podgrupa: EXO-CBX, a članovi Sehun i Chanyeol promovirali su se kao podgrupa EXO-SC od 2019. Svi članovi također imaju i solo karijere na područjima koja uključuju glazbu, film i televiziju.

## Stil
Njihova glazba uključuje žanrove poput popa, hip-hopa i R&B-a, te house, trap i synthpop. EXO pušta i izvodi glazbu na korejskom, kineskom i japanskom. Bend se svrstao među prvih pet najutjecajnijih poznatih ličnosti na Forbes Korea Power Celebrity listi svake godine od 2014. do 2018. godine, a mediji su ga proglasili i „najvećim boy bendom na svijetu“ te „kraljevima K-popa“.

## Diskografija

### Korejski albumi
- XOXO (2013)
- Exodus (2015)
- Ex'Act (2016)
- The War (2017)
- Don't Mess Up My Tempo (2018)
- Obsession (2019)

### Japanski albumi
- Countdown (2018)